# Борисевич, Матвей Андреевич
Матвей Андреевич Борисевич (бел. Мацвей Андрэевіч Барысевіч; род. 17 апреля 2003, Минск) — белорусский футболист, защитник клуба «Энергетик-БГУ».

## Карьера
Воспитанник футбольной академии «Городеи». В начале 2021 года перешёл в «Энергетик-БГУ», где стал выступать за дублирующий состав. В мае 2022 года на правах арендного соглашения присоединился к клубу «Энергетик-БГАТУ» из Второй лиги. В начале 2023 года присоединился к основной команде клуба. Дебютировал за клуб 9 апреля 2023 года в матче против новополоцкого «Нафтана», выйдя на поле в стартовом составе. По итогу стыковых клуб вылетел в Первую лигу.